# 齊滅紀之戰
齊滅紀之戰發生於前693年，齊國攻滅紀國的一場戰爭。
前693年，齊國軍隊驅走紀國的郱、鄑、郚三邑居民，佔有三邑土地。前691年秋天，紀國分裂。紀侯之弟紀季以紀國的酅地投降齊國，成為齊國的附庸。《左传》称同年魯莊公試圖和鄭君子嬰商量保全紀國，鄭君以國內不安定為由謝絕魯國。前690年，紀侯將剩下的國土交給紀季，出國逃亡一去不返。獨立的紀國就此滅亡。紀季一支繼續作為齊國的附庸殘存。《公羊传》和《谷梁传》认为是齐国军队灭亡了紀國，而非紀侯主动选择让国出奔。
对齐襄公灭纪，春秋三传有不同的评价。《公羊传》认为孔子褒奖齐襄公为祖先复仇。九代之前的齐国君主齐哀公曾因为纪侯的谮言被周夷王烹杀。齐襄公在卜辞不吉的情况下，“以死败为荣”，坚决复仇，复家国之耻。用“紀侯大去其國”讳言齐襄公的灭国之过。《谷梁传》认为纪侯贤良，孔子不以小人灭君子之国，因此于此处不提齐襄公。《左传》认为孔子不含褒贬，直书其事，仅仅是纪侯出奔，并无齐灭纪的军事行动。